# مشيخة (سياسة)

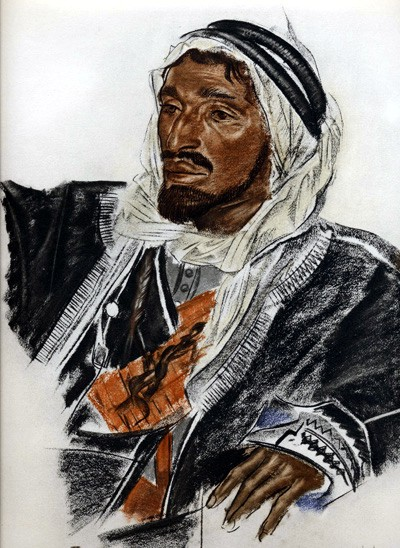

المشيخة دولة أو منطقة يحكمها شيخ على أساس قبلي أو عائلي كالأنظمة الملكية و تكون وراثة، وبصورة أعم يمكن أن تكون تعبيرا عن وصف النظام السياسي لتلك البلدان و أغلبها موجودة في الخليج العربي.
على الرغم من أن بعض البلدان يحكمها شيخ إلا أنه ليس بالضرورة أن تسمى مشيخة مثل نظام الحكم في دولة الإمارات العربية المتحدة والكويت وقطر.